# Muskat
Muskat (arabiska: مسقط, Masqat), även Muscat, är huvudstaden i Oman, belägen vid Omanbuktens sydvästkust. Staden med omgivning har en betydande hamntrafik, och har ett universitet grundat 1985 och en internationell flygplats. Klimatet är mycket hett med ringa nederbörd. Oman hette länge, på grund av just huvudstaden, Muskat och Oman fram till 1970.
Själva Muskat, som omfattar en äldre stadskärna i provinsens östra del, har endast cirka 30 000 invånare och består av en wilaya (ett distrikt) inom provinsen Muskat. Storstadsområdet breder ut sig sydväst om Muskat samt västerut längs kusten och omfattar bland annat de betydligt större orterna Matrah, Bawshar och as-Sib. Hela guvernementet hade över 800 000 invånare år 2008.

## Historia
Muskat har antika anor och är en av de äldsta städerna i Mellanöstern. År 1507 landade portugiserna under ledning av Vasco da Gama på väg mot Indien där. De besatte staden så att de kunde kontrollera handeln i Persiska viken. Portugiserna hade en handelspostering i Oman till omkring 1649 då imamen Sultan bin Saif I av Yarubiddynastin fördrev dem och skapade en egen stat i Muskat. Yarubidimperiet expanderade från slutet av 1600-talet till omkring 1730 genom införlivande av före detta portugisiska kolonier i Östafrika, och behöll makten fram till 1743. År 1746 togs staden av Al Bu Said-dynastin, som fortfarande regerar Oman. Muskat blev huvudstad 1793. Mot slutet av 1800-talet byggdes en 4,5 meter hög mur runt staden. Staden anfölls 1895 och 1915 av ibaditer från inlandet.
Sedan 1970 har Muskat med omgivning moderniserats och är tack vare exporten av råolja den viktigaste handelshamnen i landet.

### Arkitektur
Arkitekturen i Muskat sticker ut, då den har flera byggnader i arabiska stilar, portugisiska, persiska, indiska och afrikanska stilar. Mer moderna, västerländska influenser syns också i stadens arkitektur. Sultanens palats byggt i indisk stil finns vid kusten. I Muskat finns även Omans nationalmuseum.